# Józef Beck

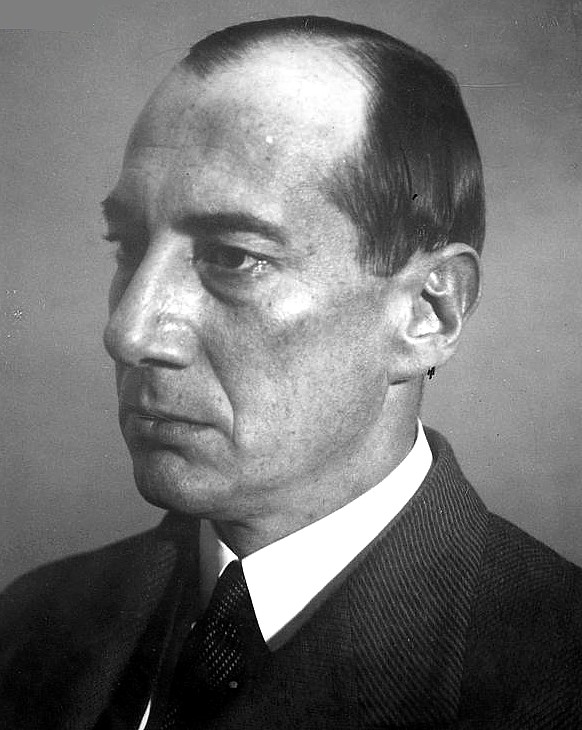
Józef Beck

Józef Beck, född den 4 oktober 1894 I Warszawa, död den 5 juni 1944 I Staneşti, Rumänien, var polsk statsman, diplomat och officer. Han var nära förbunden med marskalk Józef Piłsudski och utrikesminister åren 1932 - 39 i dennes regering. Han sökte i sin politik att balansera mellan Tyskland och Ryssland och dessutom knyta nära förbindelser med Frankrike och England.
Hans politik mot Hitlers Tyskland var tillmötesgående och Polen deltog i Tjeckoslovakiens delning 1938. Det tysk-ryska vänskapsfördraget i augusti 1939 innebar emellertid misslyckande för den polska balansgången och efter andra världskrigets utbrott flydde Beck till Rumänien.

## Biografi
Beck var student vid en teknisk skola vid tiden för första världskrigets utbrott, men anslöt sig då till den polska militära organisation som grundades av Pilsudski 1914. Han tjänstgjorde i första brigaden av den polska legionen fram till 1917, då Beck lyckades fly efter att brigaden tagits till fånga.
När Polen återfått sin självständighet utsågs Beck till ledare för ett artilleriförband och anknöts till generalstaben. Han tjänstgjorde sedan som militärattaché i Frankrike 1922 – 23 men var illa omtyckt av fransmännen. År 1926 medverkade han i den militärkupp som förde Pilsudski till regeringsmakten.
Beck tjänstgjorde i dennes regering åren 1926 – 30 som krigsministerns stabschef och 1930 – 32 som vice premiärminister och vice utrikesminister. På uppmaning av Pilsudski tog han 1932 på sig ansvaret att som utrikesminister föra Polens utrikespolitik, ett uppdrag som han uppehöll fam till krigsutbrottet 1939.
Efter den tyska invasionen av Polen vid krigsutbrottet sökte Beck stöd hos Polens allierade (Frankrike och England), men efter det att Polen blivit överkört av sina grannar i september 1939 av den historiska fyrapartersdelningen av landet flydde Beck tillsammans med regering till Rumänien där de internerades av myndigheterna. Han avled där 1944 efter att ha drabbats av tuberkulos.